# Callioratis grandis
Callioratis grandis är en fjärilsart som beskrevs av Louis Beethoven Prout 1922. Callioratis grandis ingår i släktet Callioratis och familjen mätare. Inga underarter finns listade i Catalogue of Life.